# Tôn Hải Yến
Tôn Hải Yến (tiếng Trung: 孙海燕; bính âm: Sūn Hǎiyàn; sinh tháng 4 năm 1972) là một nữ chính trị gia người Trung Quốc, bà giữ chức Thứ trưởng Bộ Liên lạc Đối ngoại Đảng Cộng sản Trung Quốc từ tháng 6 năm 2023. Trước đó bà là Đại sứ Trung Quốc tại Singapore từ tháng 5 năm 2022 đến tháng 7 năm 2023.

## Đầu đời
Tôn Hải Yến sinh năm 1972 tại thành phố Hà Gian, tỉnh Hà Bắc, bà kết nạp Đảng Cộng sản Trung Quốc vào tháng 4 năm 1990. Bà du học tại Khoa Luật của Đại học Kyushu ở Nhật Bản và đạt bằng thạc sĩ luật Nhật Bản vào năm 1997. Cùng năm, bà tốt nghiệp Khoa Luật Đại học Bắc Kinh với bằng thạc sĩ luật và năm 2008, bà nhận bằng tiến sĩ luật.

## Sự nghiệp

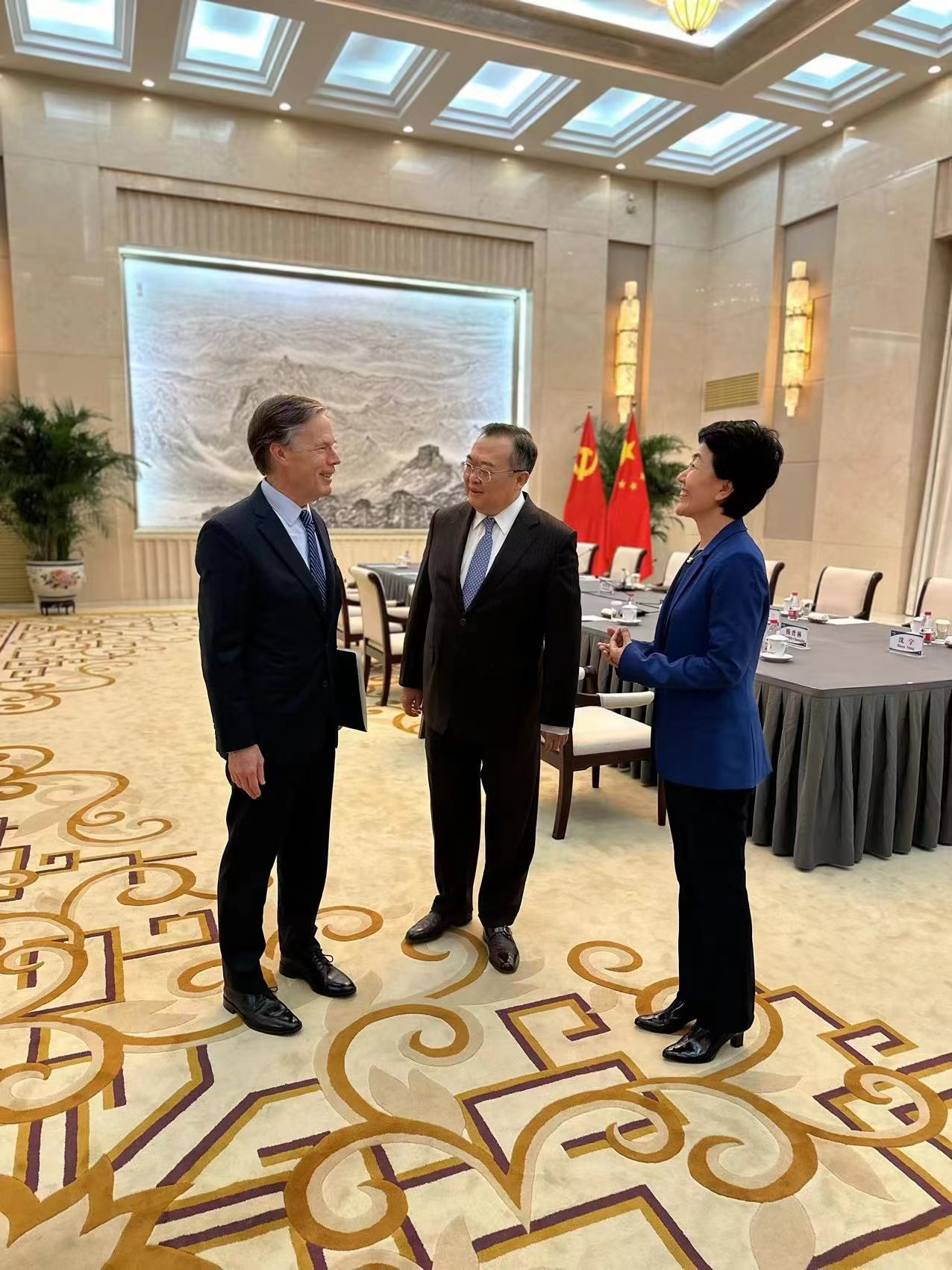
Tôn Hải Yến và Bộ trưởng Bộ Liên lạc Đối ngoại Lưu Kiến Siêu gặp Đại sứ Hoa Kỳ tại Trung Quốc R. Nicholas Burns (2023).

Vào tháng 12 năm 1997, bà bắt đầu làm việc tại Bộ Liên lạc Đối ngoại Đảng Cộng sản Trung Quốc, cơ quan chịu trách nhiệm xây dựng quan hệ với các đảng chính trị nước ngoài trên toàn thế giới. Trong thời gian làm việc tại Bộ Liên lạc Đối ngoại, bà đảm nhận nhiều vị trí như Giám đốc Văn phòng Nghiên cứu, Tổng Giám đốc Trung tâm Nghiên cứu Thế giới Đương đại Trung Quốc và Cục Thông tin và Truyền thông Công cộng, và người phát ngôn của bộ.
Từ tháng 3 năm 2008 đến tháng 1 năm 2009, bà tạm thời là phó bí thư quận Trương Điếm thuộc thành phố Truy Bác, Sơn Đông. Từ năm 2009, bà giữ chức Cục trưởng Cục Thứ nhất, Bộ Liên lạc, chịu trách nhiệm trao đổi với các nước ở Nam và Đông Nam Á.
Vào ngày 16 tháng 5 năm 2022, bà được bổ nhiệm giữ chức Đại sứ Cộng hòa Nhân dân Trung Hoa tại Cộng hòa Singapore, khiến bà trở thành đại sứ Trung Quốc đầu tiên tại Singapore chưa từng làm việc tại Bộ Ngoại giao. Theo chuyên gia quan hệ quốc tế Bàng Trung Anh, mối liên hệ của Hải Yến với Bộ Liên lạc và chuyên môn của bà về ngoại giao liên đảng đóng một vai trò quan trọng trong việc tăng cường quan hệ giữa Trung Quốc và Đảng Hành động Nhân dân ở Singapore. Vào ngày 31 tháng 5, bà đệ trình thư ủy nhiệm đến Tổng thống Singapore Halimah Yacob. Theo The Washington Post,  việc làm đầu tiên của Hải Yến sau khi được bổ nhiệm làm đại sứ tại Singapore là họp với các cơ quan báo chí tiếng Hoa trực tuyến ở Singapore. Theo một biên tập viên có mặt tại cuộc họp, Tôn Hải Yến khuyến cáo họ tránh đưa tin về những đề tài nhạy cảm như vấn đề nhân quyền ở Tân Cương và Tây Tạng, họ nên kể những chuyện xác thực về Trung Quốc. Vào ngày 16 tháng 8 năm 2022, sau chuyến thăm Đài Loan của Chủ tịch Hạ viện Hoa Kỳ Nancy Pelosi ngày 2 tháng 8 năm 2022, Tôn Hải Yến tuyên bố rằng chuyến thăm "không chỉ vi phạm nguyên tắc một Trung Quốc của chính phủ Hoa Kỳ, xâm phạm chủ quyền của Trung Quốc, mà còn đe dọa sự ổn định của toàn khu vực" và sẽ không "bỏ qua thách thức này đối với chủ quyền của chúng tôi mà không có phản ứng phù hợp."
Vào tháng 9 năm 2022, bà giám sát việc ký kết thỏa thuận gia hạn gấu trúc Khải Khải và Gia Gia ở lại Khu bảo tồn động vật hoang dã Mandai đến năm 2027. Vào tháng 3 năm 2023, bà là một trong những viên chức tháp tùng Thủ tướng Singapore Lý Hiển Long trong chuyến thăm Quảng Đông, Trung Quốc. Vào tháng 5 năm 2023, bà giám sát việc đơn giản hóa việc xin thị thực Trung Quốc cho người dân Singapore bằng cách tăng lần hẹn hàng ngày đối với các đơn xin thị thực khẩn cấp tại trung tâm dịch vụ xin thị thực tại đại sứ quán. Bà giúp tổ chức chuyến thăm của Đặc khu trưởng Hồng Kông Lý Gia Siêu tới Singapore vào tháng 7 năm 2023. Bà còn giám sát việc hợp tác giữa cộng đồng doanh nghiệp ở Trung Quốc và Singapore.
Nhiệm kỳ đại sứ tại Singapore của bà kết thúc vào tháng 7 năm 2023, sau khi được bổ nhiệm làm Thứ trưởng Bộ Liên lạc Đối ngoại vào tháng 6 năm 2023, bà là Đại sứ Trung Quốc tại Singapore có thời gian phục vụ ngắn nhất. Bà trở thành người phụ nữ đầu tiên giữ chức Thứ trưởng tại Bộ Liên lạc Đối ngoại. Tại tiệc chiêu đãi tạm biệt, bà khen ngợi các hiệp hội và cộng đồng doanh nghiệp Trung Quốc tại Singapore là "nền tảng của mối quan hệ song phương lâu dài" và bà được lệnh trở về Trung Quốc để "tham gia hành trình vĩ đại của sự đổi mới [Trung Quốc]". Bà quay về Trung Quốc vào cuối tháng 7 năm 2023.

## Gia đình
Bà đã kết hôn và có một con gái.